# Nanda Devi
Nanda Devi (hindski jezik: नन्दा देवी पर्वत, što znači "Blagoslivljajuća božica"), je s 7,817 metara visine druga po visini planina u Indiji (ne računajući pakistanski Kašmir), odmah poslije Kangchenjunga. Nanda Devi pripada Garhwal Himalajama, u indijskoj državi Uttarakhand, između dolina Rishiganga na zapadu i Goriganga na istoku.
Nacionalni park Nanda Devi, površine 630.33 km², je nacionalni park organiziran oko vrha Nanda Devi koji se nalazi iznad 3,500 metara nadmorske visine, osnovan 1982. godine. On je, zajedno sa susjednim nacionalnim parkom Dolina cvijeća, upisan 1988. godine na UNESCO-ov popis mjesta svjetske baštine u Aziji i Oceaniji. Oba parka, i Rezervat životinja Nanda Devi koji zauzima dolinu ledenjaka oko vrhova između 6. – 7,500 m, pripadaju Rezervatu Nanda Devi  (223,674 ha).
Njegov krajolik je veoma strm i uglavnom ispresjecan neprolaznim klancima, poput Rishi Ganga klanca kroz koji se spuštaju njegovi ledenjaci. Pored Nanda Devija, u rezervatu se nalazi više vrhova iznad 6,000 metara: Nanda Devi East (7,434 m), Trisul I., II. i III. (7,120 m), Dunagiri (7,066 m), Rishi Pahar (6,992 m), Kalanka (6,931 m), Changabang (6,864 m), Mrigthuni (6,855 m), Maiktoli (6,803 m), Devtoli (6,788 m), Devistan (6,678 m), Panwali Doar (6,663 m), Deo Damla (6,620 m), Nanda Khat (6,611 m), Mangraon (6,568 m), Latu Dhura (6,392 m), Bethartoli Himal (6,352 m), Bamchu (6,303 m), Rishi Kot (6,236 m), Sakram (6,254 m) i Hanuman (6,075 m).

## Vanjske poveznice
- Uspon na Nanda Devi  Arhivirana inačica izvorne stranice od 7. svibnja 2021. (Wayback Machine) (engl.) Posjećeno 22. lipnja 2011.
- Nanda Devi na Peakware  Arhivirana inačica izvorne stranice od 2. siječnja 2010. (Wayback Machine) fotografije

Ostali projekti
|  | Zajednički poslužitelj ima još gradiva o temi Nanda Devi |